# Oxyna superflava
Oxyna superflava är en tvåvingeart som beskrevs av Amnon Freidberg 1974. Oxyna superflava ingår i släktet Oxyna och familjen borrflugor. Inga underarter finns listade i Catalogue of Life.